# Ишмург
Ишмург (дари اشمورغ) — кишлак на северо-востоке Афганистана, в вилаяте (провинции) Бадахшан. Входит в состав района Вахан.

## Географическое положение
Ишмург расположен на северо-востоке Бадахшана, в высокогорной местности, на левом берегу реки Пяндж, вблизи места впадения в неё малой реки Ишмург, на расстоянии приблизительно 161 километра к востоку от города Файзабада, административного центра вилаята. Абсолютная высота — 2779 метров над уровнем моря. Ближайшие населённые пункты — кишлак Пакый (выше по течению Пянджа), кишлак Юзук (ниже по течению Пянджа).

## Население
В национальном составе преобладают ваханцы.